# 아일하르트 미처리히

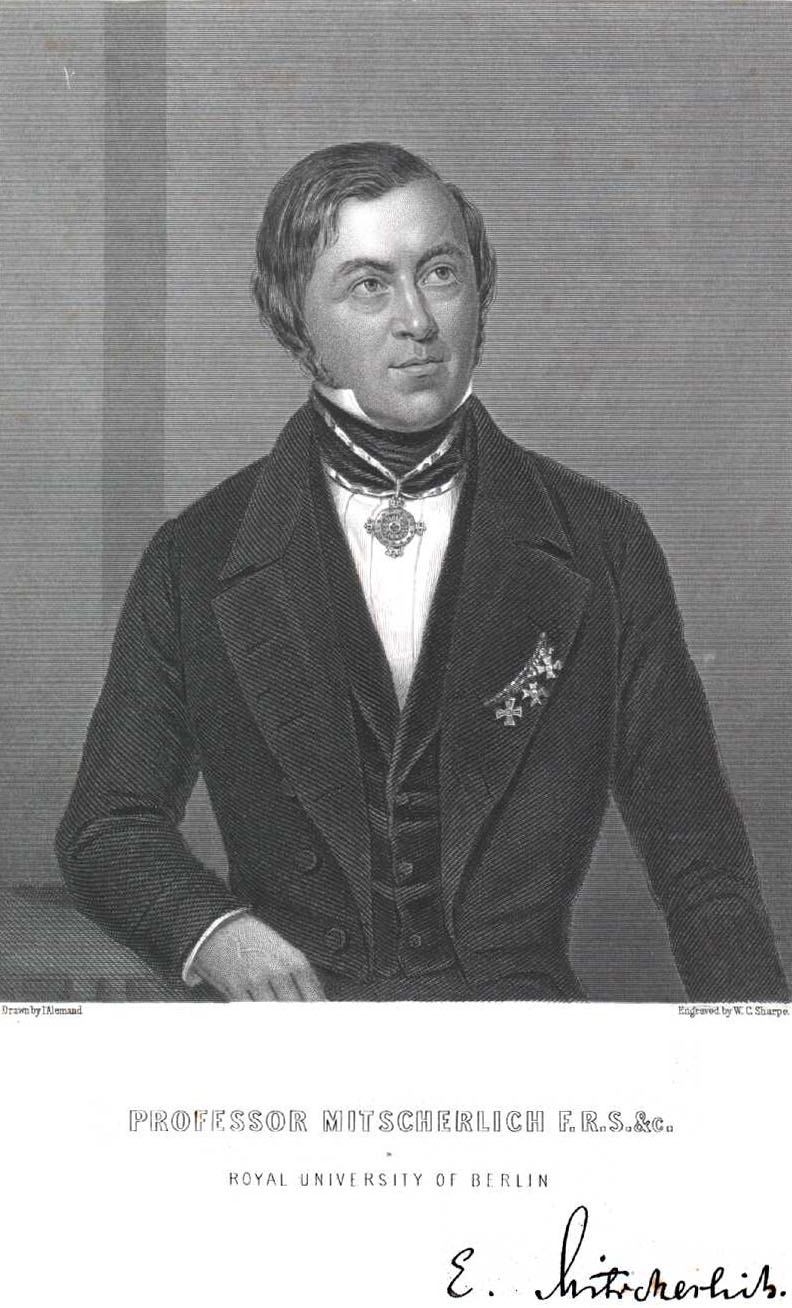

아일하르트 미처리히(Eilhard Mitscherlich, 1794년 1월 7일 – 1863년 8월 28일)는 독일의 화학자이다. 1819년에 오늘날의 결정화 법칙 및 결정 속성을 발견한 것으로 알려져 있다.

## 생애
미처리히는 노이인데(Neuende, 오늘날의 빌헬름스하펜)에서 태어났다. 아버지는 목사였다.
1811년 하이델베르크 대학교로 가서 문헌학에 헌신하며 페르시아어에 빠졌다. 동양에서 의사가 되어 여행의 자유를 즐길 수 있을 것으로 보고 의학 연구로 전향했다. 이후 괴팅겐에서 화학 연구를 시작하였다.

## 참고 자료
- 본 문서에는 현재 퍼블릭 도메인에 속한 브리태니커 백과사전 제11판의 내용을 기초로 작성된 내용이 포함되어 있습니다.
- “아일하르트 미처리히”. 《수학 계보 프로젝트》 (영어). 미국 수학회.